# 国際連合安全保障理事会決議42
国際連合安全保障理事会決議42（こくさいれんごうあんぜんほしょうりじかいけつぎ42、英: United Nations Security Council Resolution 42, UNSCR42）は、1948年3月5日に国際連合安全保障理事会で採択された決議。パレスチナ情勢に関する史上初めてのものである。

## 概要
パレスチナに関する1947年11月29日付の総会決議第181号（II）や国際連合パレスチナ委員会からの第1回報告及びパレスチナの安全問題に関する同じく第1回特別報告を受領し、常任理事国に対し、当時のイギリス委任統治領パレスチナの状況について協議および通知し、国連パレスチナ委員会に総会決議の履行の観点から勧告を行うよう求めた（第1条）。決議はまた、すべての政府と国民、特にパレスチナ周辺の人々に、可能な限り混乱を予防・緩和するためのあらゆる措置を講じることを要請した（第2条）。
決議は、アルゼンチン、シリア、イギリスが棄権したが、8票の賛成で採択された。

## 詳細
以下はその和訳。
安全保障理事会は、パレスチナに関する1947年11月29日の国連総会決議181
（II）を受け、また、国際連合パレスチナ委員会からパレスチナの安全保障問題に関する第1回月例報告および第1回特別報告を受け取った上で、

1.常任理事国に対し、パレスチナに関する状況について協議し、安全保障理事会に報告するよう求めるとともに、かかる協議の結果として、総会決議の実施を視野に入れ、安全保障理事会がパレスチナ委員会に与えることが有効な指導・指示について、安全保障理事会に勧告することを決議する。安全保障理事会は、常任理事国に対し、10日以内に協議の結果を報告するよう要請する。

2.すべての政府および人民、特にパレスチナおよびその周辺の政府および人民に対し、現在パレスチナで起きているような障害を防止または軽減するために、あらゆる可能な行動をとるよう訴える。